# Toromoja
Toromoja – wieś w Botswanie w dystrykcie Central. Według spisu ludności z 2011 roku wieś liczyła 710 mieszkańców.